# Матрона и Сталин
Матрона и Сталин («Блаженная Матрона благословляет Иосифа Сталина») — икона, изображающая святую Матрону Московскую (1885—1952) и И. В. Сталина. В 2008 году некоторое время с 26 ноября находилась в храме святой равноапостольной княгини Ольги в Стрельне Петродворцового района Санкт-Петербурга. Автор иконы художник-иконописец И. И. Пивник.
Сюжет иконы распространён в клеймах житийных икон святой Матроны, имеющихся в храмах Москвы, Пскова, Курска и некоторых других городов. Как утверждает инициатор создания иконы игумен Евстафий (Жаков), икона «канонична, так как обладает всеми атрибутами святого образа».
Факт появления иконы в Санкт-Петербурге вызвал широкий общественный резонанс. Согласно заявлению представителя Петербургской епархии: «Это неправомочное изображение, так как разговор святой Матроны и Сталина — это всего лишь легенда и не соответствует реальному положению дел».

## Описание иконы
Согласно информации, изложенной на официальном сайте Санкт-Петербургской митрополии, после Октябрьской революции Матрона перебралась в Москву. Жила, где придётся — у друзей и знакомых. Существует версия, что при угрозе взятия немцами Москвы её посетил Сталин. Святая сказала: «Русский народ победит, победа будет за тобой. Из начальства один ты не выедешь из Москвы».
На иконе блаженная Матрона благословляет Сталина на защиту Москвы. Сталин на иконе изображён в шинели в полный рост. Икона была создана по инициативе настоятеля храма — игумена Евстафия (Жакова).
По словам отца Евстафия, на создание иконы его подтолкнула икона Матроны Московской в храме Святого Николая, расположенном между корпусами Российской государственной библиотеки в Москве. Эта икона находится недалеко от входа в церковь, а рядом с ней изображения ключевых моментов жизни святой. На одном из таких изображений Матрона Московская изображена в компании Сталина. По словам Благочинного храмов Центрального округа отца Владимира, храм Святого Николая получил икону в дар, и она могла быть написана одним из иконописцев Покровского монастыря, где покоятся мощи святой Матроны.
Игумен Евстафий в интервью Константину Ерофееву рассказал об обстоятельствах встречи Сталина с Матроной:

В истории страны и Русской Православной Церкви есть некий инвариант — благословение святым или святой полководца или вождя. Вспомним Димитрия Донского, благословлённого преподобным Сергием, Минина и Пожарского, благословлённых святителем Гермогеном, Михаила Скобелева, благословлённого святителем Филаретом Московским. Что же плохого в том, что св. Матрона благословила вождя, который не уехал из Москвы, стал организатором обороны столицы. Причём, очень странно, что немцы в Москву не вошли, хотя в отдельные дни имели все возможности занять город. Странные поступки немецких полководцев, не объяснимые логически, а также грянувшие морозы — все это обнаруживает воздействие молитвы св. Матроны. И я в 70-х годах знал старую женщину Анастасию, которая приезжала в гости к Валентине Катушкиной, известной в Иваново верующей женщине, имевшей благодарственные грамоты от архиепископа Амвросия. Москвичка Анастасия была свидетельницей визита И. В. Сталина к св. Матроне. Впрочем, сам Сталин не хотел, конечно, широкой огласки, и Анастасия рассказывала эту историю чуть ли не шепотом, хотя были уже 70-е годы. В своё время рассказ Анастасии просто потряс меня. Приход Сталина к св. Матроне — это событие из жития святой. Икона не лжёт, она сообщает благочестивую правду о покровительнице Москвы.

## Общественный резонанс на создание иконы
Отдельные представители РПЦ выступили с осуждением действий игумена Евстафия Жакова. В частности, руководитель пресс-службы Московского патриархата, священник Владимир Вигилянский отметил: «Разговоры о святости Сталина — кощунство над памятью мучеников, которые погибли во время сталинского режима, ведь при Сталине никто так не пострадал, как духовенство, которое было истреблено почти на сто процентов. Произошло дисциплинарное нарушение: клирик не имеет права вешать в храме неканоническую икону. С поступком священника будет разбираться правящий архиерей (митрополит Санкт-Петербургский и Ладожский Владимир)».
Некоторые представители Санкт-Петербургской епархии назвали действия игумена «сектантством», поскольку «того или иного персонажа можно почитать как святого в церкви только после канонизации». Руководитель миссионерского отдела епархии протоиерей Александр Будников: «Думаю, с этим священником будет разбираться митрополит. Есть у нас такие церковные экстремисты, к сожалению. В храме недопустимо выставлять даже неканонизированных святых, а что уж говорить о такой персоналии, как Сталин. Это соблазн, это самочиние, самоуправство. Это сбивает с толку людей. Мы не можем смущать верующих подобными иконами. В ближайшее время эта икона из храма должна исчезнуть».
Иеромонах Иов (Гумеров): «Бытует миф о том, что И. Сталин приезжал к блаженной старице Матроне. Это совершенно невозможно предположить из того, что мы знаем о жизни этой дивной угодницы Божией. В 1997 году священноначалие поручило мне подготовить материалы к канонизации Матроны Никоновой. Приходилось по крупинкам собирать о ней сведения. Нет ничего, что могло бы подтвердить приезд к ней Сталина. Она была гонимой. В любой день была готова к аресту. Такое положение сохранилось до самой её смерти 2 мая 1952 года. Попытка представить жестокого гонителя Церкви верующим христианином и благодетелем Церкви опасна и может принести только духовный вред. Так размываются границы добра и зла».
По сообщению СМИ, многие прихожане отказывались прикладываться к иконе.
В своём открытом письме, поступившем в Православное информационное агентство «Русская линия», прихожане храма отмечают: «В развернувшейся травле газеты и телевидение не просто передёргивают факты, но и не стесняются откровенной лжи». В открытом письме также отмечается, что журналисты пускают в ход свой «излюбленный приём», когда «со ссылками на прихожан храма, фамилии которых не называются, приводятся порочащие наш храм и его настоятеля ложные сведения». По мнению Владимира Вигилянского, это очень маленькая группа прихожан, «исключение, которое подтверждает правило».
Священник Николай Савченко указывает на полную неисторичность легенды о посещении Матроны Сталиным:

По какому адресу якобы приезжал Сталин? Старица Матрона за свою долгую жизнь в Москве сменила много мест жительства. Но везде это были скромнейшие условия. Она не имела прописки и ежедневно подвергалась опасности быть выселенной. Она жила в различных комнатках в коммунальных квартирах Москвы. Так в какую из них якобы приезжал Сталин? Адрес назовете?
Коммунальная квартира — это несколько комнат, в каждой из которых жило по семье. В соседних квартирах много жильцов. На дворе множество детей. А машина у подъезда в те времена явление редкое. Тем более сталинская машина. Неужели никто даже не заметил сталинского визита? Неужели соседи не рассказали другим соседям? Почему нет ни одного свидетельства подобного словам «я видел Сталина в моем доме» или «в квартиру н-скую приезжал сам Сталин»?
Визит Сталина в какой-то дом — это громадное событие. Среди жильцов дома и родственников или знакомых св. Матроны должны были появиться подробности: в каком составе приехал Сталин, как был одет, в какой день это было. Ничего подобного нет. Неужели визит главы государства настолько зауряден, что никто даже не удосужился запомнить в какой день это было? Или хотя бы на день памяти какого святого?

И если Сталин якобы приехал к св. Матроне, то почему не удосужился хоть как-то помочь ей? Почему она и после этого сказочного визита по-прежнему скиталась по коммуналкам Москвы?

## Удаление иконы из храма
Жаков, чья инициатива подверглась широкой критике в православной среде, унёс спорную икону из храма к себе домой. Ранее, из-за негативной реакции прихожан, он убрал её с видного места в дальний угол храма. 28 ноября 2008 года Игумен Евстафий (Жаков), выставивший в храме святой княгини Ольги в Стрельне икону с изображением Иосифа Сталина, под давлением общественности попросил освободить его от должности настоятеля храма. По словам Евстафия, «Я верю двум Патриархам — Сергию и Алексию I. Они считали совершенно определённо: Сталин был верующим человеком».